# Gianni Morandi

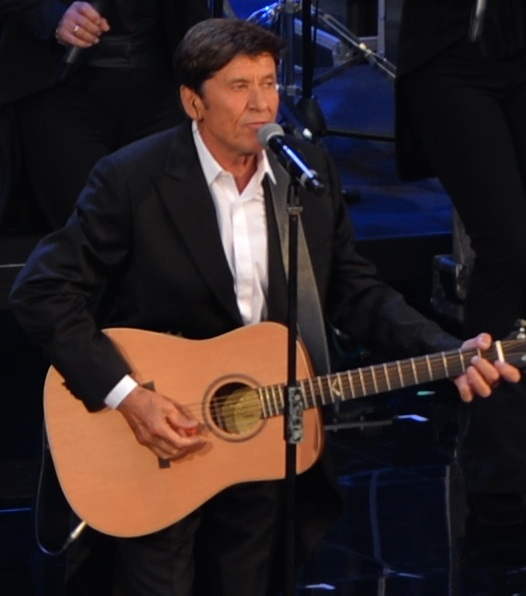
Gianni Morandi in 2016

Gianni Morandi (Monghidoro, 11 december 1944) is een Italiaanse zanger, muzikant, acteur en televisiepresentator. Af en toe was hij ook songwriter en componist voor andere artiesten. Zijn echte naam is Gian Luigi Morandi. Hij wordt beschouwd als een van de steunpilaren van de Italiaanse popmuziek, met meer dan 50 miljoen verkochte platen wereldwijd.
Hij werd in 1962 bekend en won verschillende festivals, het populaire Canzonissima in 1965 met Non son degno di te, in 1968 met Scende la pioggia en in 1969 met Ma chi se ne importa.
Hij nam zeven keer deel als zanger aan het Festival van San Remo, won het in 1987 samen met Enrico Ruggeri en Umberto Tozzi, en was ook drie keer gastheer van het festival, in 2011, 2012 en 2023. 

## Optredens & Videoclips

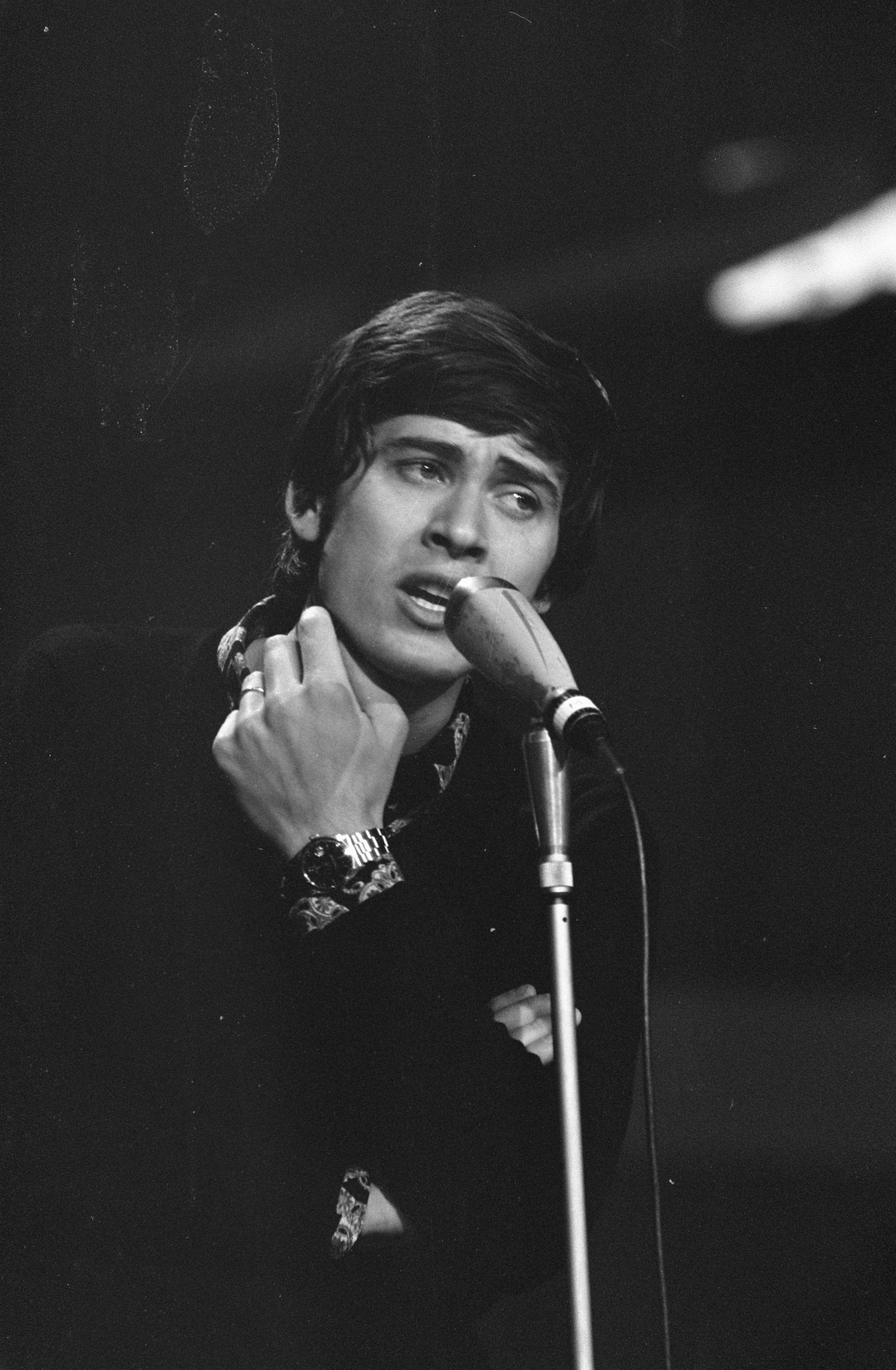
Gianni Morandi tijdens repetities voor het Eurovisiesongfestival van 1970

In 1970 vertegenwoordigde hij Italië op het Eurovisiesongfestival met Occhi di ragazza, dat werd 8ste, waarbij opgemerkt dient te worden dat vele landen dat jaar niet deelnamen zodat het deelnemersaantal maar op 12 stond. Eind jaren 70 raakte zijn carrière in verval maar in de jaren 80 stond hij er weer.
Hij won het San Remo Festival in 1987 aan de zijde van Umberto Tozzi en Enrico Ruggeri met Si può dare di più. Hij werd 2de in 1995 aan de zijde van Barbara Cola met In amore en 3de in 2000 met Innamorato. In 2022 eindigde Morandi wederom in de top-3 met het liedje Apri tutte le porte.
Hij trad op aan de zijde van Luciano Pavarotti tijdens een optreden voor War Child in Modena (1999) waar hij Maria, Mari zong samen met Pavarotti. Hij heeft al zo'n 30 miljoen platen en cd's verkocht. Hij heeft ook een paar autobiografische boeken gemaakt en speelde in 18 films mee.
In oktober 2013 kwam een twee avonden vullende show van hem vanuit de Arena van Verona rechtstreeks op de Italiaanse commerciële televisie. Bekende gasten waren o.a. Raffaella Carrà, Ennio Morricone, Cher, Noemi, Rita Pavone, Amii Stewart, Riccardo Cocciante en Fiorello. 
In 2021 had hij opnieuw succes in Italië met een clip van het door Jovanotti geschreven L'allegria.
1956: Franca Raimondi + Tonina Torrielli · 
1957: Nunzio Gallo · 
1958: Domenico Modugno · 
1959: Domenico Modugno · 
1960: Renato Rascel · 
1961: Betty Curtis · 
1962: Claudio Villa · 
1963: Emilio Pericoli · 
1964: Gigliola Cinquetti · 
1965: Bobby Solo · 
1966: Domenico Modugno · 
1967: Claudio Villa · 
1968: Sergio Endrigo · 
1969: Iva Zanicchi · 
1970: Gianni Morandi · 
1971: Massimo Ranieri · 
1972: Nicola di Bari · 
1973: Massimo Ranieri · 
1974: Gigliola Cinquetti · 
1975: Wess & Dori Ghezzi · 
1976: Al Bano & Romina Power · 
1977: Mia Martini · 
1978: Ricchi e Poveri · 
1979: Matia Bazar · 
1980: Alan Sorrenti · 
1983: Riccardo Fogli · 
1984: Alice & Battiato · 
1985: Al Bano & Romina Power · 
1987: Umberto Tozzi & Raf · 
1988: Luca Barbarossa · 
1989: Anna Oxa & Fausto Leali · 
1990: Toto Cutugno · 
1991: Peppino di Capri · 
1992: Mia Martini · 
1993: Enrico Ruggeri · 
1997: Jalisse · 
2011: Raphael Gualazzi · 
2012: Nina Zilli · 
2013: Marco Mengoni · 
2014: Emma Marrone · 
2015: Il Volo · 
2016: Francesca Michielin · 
2017: Francesco Gabbani · 
2018: Ermal Meta & Fabrizio Moro · 
2019: Mahmood · 
2021: Måneskin · 
2022: Mahmood & Blanco · 
2023: Marco Mengoni · 
2024: Angelina Mango · 
2025: Lucio Corsi
- Bibsys: 1542227326461
- Biblioteca Nacional de España: XX871478
- Bibliothèque nationale de France: cb13928674p (data)
- CiNii: DA16601757
- Gemeinsame Normdatei: 119461706
- International Standard Name Identifier: 0000 0001 1437 7130
- Library of Congress Control Number: no2001036443
- Nationale Bibliotheek van Letland: 000304869
- MusicBrainz: 11bb0196-0dc3-41fa-be26-671ca78799f2
- Nationale Bibliotheek van Tsjechië: jx20130102003
- Nederlandse Thesaurus van Auteursnamen: 099916053
- Réseau des bibliothèques de Suisse occidentale: 02-A005895471
- Istituto Centrale per il Catalogo Unico: PALV049281
- Système universitaire de documentation: 250661403
- Virtual International Authority File: 10036239
- WorldCat: E39PBJjxvmR4jgJj99fHYXWJjC